# Provincia di Suphanburi
La provincia di Suphanburi  (in thailandese จังหวัดสุพรรณบุรี, Changwat Suphanburi) è in Thailandia, nella regione della Thailandia Centrale. Si estende per 5.358 km² e a tutto il 2020 aveva 838 628 abitanti. Il capoluogo è il distretto di Mueang Suphanburi, dove si trova Suphanburi, la principale città della provincia.

## Geografia antropica

Mappa degli Amphoe

La provincia è suddivisa in 10 distretti (amphoe). Questi a loro volta sono suddivisi in 110 comuni (tambon) e 977 villaggi (muban).
| 1. Mueang Suphanburi 2. Doem Bang Nang Buat 3. Dan Chang 4. Bang Pla Ma 5. Si Prachan 6. Don Chedi 7. Song Phi Nong 8. Sam Chuk 9. U Thong 10. Nong Ya Sai |

### Amministrazioni comunali
A tutto il 2020, non vi era alcun comune della provincia con lo status di città maggiore (thesaban nakhon), i due comuni che rientravano tra le città minori (thesaban mueang) erano Suphanburi (con 24 890 residenti) e Song Phi Nong (12 346). La più popolata tra le municipalità di sottodistretto (thesaban tambon) era U Thong, con 15 843 residenti.